# Cantó de Tièrn
El cantó de Tièrn és un cantó francès del departament del Puèi Domat, situat al districte de Tièrn. Té 3 municipis i el cap és Tièrn.

## Municipis
- Dorat
- Escoutoux
- Tièrn

## Història
| Data d'elecció                           | Identitat            | Partit           | Qualitat |
| ---------------------------------------- | -------------------- | ---------------- | -------- |
| 1952-1973                                | Fernand Sauzedde     | SFIO, després PS |          |
| 1973-1979                                | René Barnérias       | UDF              |          |
| 1979-1992                                | Maurice Adevah-Poeuf | PS               |          |
| 2004-                                    | Annie Chevaldonné    | PS, després PG   |          |
| les dades anteriors no són pas conegudes |                      |                  |          |
|                                          |                      |                  |          |

## Demografia
| 1962   | 1968   | 1975   | 1982   | 1990   | 1999   | 2007   |
| ------ | ------ | ------ | ------ | ------ | ------ | ------ |
| 17.514 | 17.665 | 17.638 | 17.262 | 16.428 | 15.044 | 14.118 |